# تخدير عام
التخدير العام (بالإنجليزية: General anaesthesia) هو حالة غيبوبة مؤقتة وفقدان ردود الفعل الحمائية مفتعلة طبيا وتنجم عن إعطاء مخدر عام واحد أو أكثر. يمكن إعطاء مجموعة متنوعة من الأدوية هدفها الرئيسي هو ضمان النوم، الإغماء، التسكين، استرخاء العضلات الهيكلية وفقدان السيطرة على ردود الفعل في الجهاز العصبي اللاإرادي.
يتم تحديد المزيج المناسب من العوامل المخدِّرة وطريقة التخدير لمريض معين بواسطة طبيب التخدير أو من قِبَل ممرض أو مساعد في التخدير وذلك بالتشاور بين المريض والطبيب المعالج.

## التاريخ
من الممكن تتبع أولى محاولات إحداث حالة من التخدير العام عبر التاريخ المسجل حتى كتابات المصريين واليونان القدماء، السوريين، البابليين، الرومان، الهنود القدماء والصينيين القدماء. خلال العصور الوسطى حقق علماء الشرق تطورات ملحوظة وكذلك فعل نظراؤهم الأوربيون،  ثم شهد عصر النهضة تطورات ملحوظة في علم التشريح وفنون الجراحة، ورغم كل تلك التطورات ظلت الجراحة الملاذ الأخير، ويعود ذلك في معظمه الي الألم المرتبط بالجراحة، حتى وصل الأمر ببعض المرضى الي تفضيل  الموت المحقق على الخضوع للجراحة. يوجد الكثير من الجدل حول من ينسب اليه الفضل في ظهور علم التخدير العام بشكله المعروف حاليا، لكن المؤكد ان العديد من الاكتشافات التي حدثت نهاية القرن الثامن عشر وبدايات القرن التاسع عشر كانت جوهرية في ظهور وتطور تقنيات التخدير الحديثة. ثمة أمران عظيمان حدثا في نهاية القرن التاسع عشر، واللذان سمحا معا بالإنتقال الي الجراحة بشكلها المعروف الآن. كان أولهما نشاة نظرية جرثومية المرض التي قادت سريعا الي التطور في تطبيق تقنيات التعقيم الجراحي، والذي قاد بدوره إلى تقليل المراضة والوفيات الناجمة عن الجراحة الي معدلات أقل بكثير مما كان عليه الأمر في العصور السابقة، وبالتزامن مع ذلك كان التقدم الهائل في علم الأدوية وعلم وظائف الأعضاء والذي ادى بدوره إلى تطور التخدير العام والتحكم في الألم. وفي 14 نوفمبر من عام 1804, أصبح هانوكا سيشو الطبيب الياباني أول شخص يجري جراحة تحت تأثير التخدير العام.
في القرن العشرين تطورت فاعلية وأمان التخدير العام بالاستخدام المعتاد للتنبيب الحنجري والطرق المتقدمة الأخرى للتعامل مع المسالك الهوائية، بالإضافة إلى القدرة على متابعة العلامات الحيوية للمريض وظهور أدوية تخدير جديدة  وكثيرة ذات خواص دوائية جيدة. وثمثل العامل الاخير في التدريب المنظم للقائمين على تخدير المريض من  أطباء ومساعدين والذي بدأ في ذلك الوقت أيضا.

## الغرض
تتمثل أغراض التخدير العام في التالي
1 إفقاد الوعي (فقدان الشعور)
2 التخدير (فقدان رد الفعل على الألم)
3 النسيان (فقدان الذاكرة)
4 عدم التحرك (فقدان الإنعكاسات الحركية)
5 الشلل (إرتخاءالعضلات الهيكلية)

## الآلية الكيميائية الحيوية للعمل
غير مفهومة بالكامل. هنالك حاجة لنظريات تفسر وظيفة التخدير في الحيوان والنبات. لإحداث فقدان الوعي، يؤثر التخدير على العديد من المناطق بالجهاز العصبي المركزي على عدة مستويات. الأماكن الشائعة لتأثير الأدوية المخدرة هي القشرة المخية والمهاد والنخاع الشوكي. تتمثل الأهداف الرئيسية لأدوية التخدير العام في مستقبلات حمض الغاما-أمينوبيوتيريك ومستقبلات الجليسين والسيروتونين. وجد أن الهالوثان منشط لحمض الغاما-أمينوبيوتيريك. أما الكيتامين فهو مناهض مستقبل نمدا.

## تقييم ما قبل التخدير
يقيم أخصائي التخدير حالة المريض عن طريق الملفات الطبية و/أو إجراء مقابلة مع المريض لتحديد انسب الأدوية لحالته. العوامل الأساسية في هذا التقييم هي عمر المريض، مؤشر كتلة الجسم، التاريخ المرضى والجراحي، الأدوية التي يتناولها المريض ، ووجود حساسية معيّنة، فضلاً عن مدة زمن صيام المريض قبل إجراء الجراحة. تعد الإجابة الدقيقة والصريحة على الأسئلة التي بوجهها طبيب التخدير للمريض جوهرية في اختيار أفضل أدوية وطرق التخدير.

## مداواة ما قبل التخدير
قبل إحداث التخدير يعطي أخصائي التخدير دواءا أو اثنين

## مراحل التخدير
وصف العالم آرثر  آرنست جوديل عام 1937 أربعة مراحل للتخدير.

## البداية
يتم بدأ التخدير في مكان طبي عادة، وفي الأغلب الأعم في غرفة العمليات أو في غرفة مخصصة للتخدير ملحقة بغرفة العمليات.

## التقييم الفسيولوجي
توجد العديد من التقنيات.

## الاستمرار
مدة الأدوية البادئة للتخدير لا تتجاوز عادة 5 الي 10 دقائق.

## انتهاء التخدير
ويعني عودة الأجهزة إلى عملها الطبيعي بعد إنتهاء مدة فعالية المادة المخدرة المُعطى، وعودة الوعي بشكل تدريجي للمريض.

## عناية ما بعد الجراحة
تتنافس المستشفيات فيما بينها لإحداث حالة من الإفاقة بدون ألم، وبأقل مضاعفات ممكنة بعد العمل الجراحي.

## الوفيات
تعزى معظم الوفيات الي مضاعفات في الجراحة نفسها، كالنزيف، إنتان الدم أو فشل أحد الاعضاء الهامة.